# Непрямий умисел
Непрямий умисел (лат. dolus indirectus) — в юриспруденції загалом, і криміналістиці зокрема, такий вид умислу, при якому особа усвідомлює суспільно небезпечний характер свого діяння (дії або бездіяльності), передбачає його суспільно небезпечні наслідки і хоча не бажає, але свідомо припускає їх настанню. Протиставляється прямому умислу.
Відомий німецький криміналіст Пауль Фоєрбах під непрямим розумів той умисел, який заздалегідь передбачуваний і який можна підтвердити обставинами справи (наприклад, силою удару, використаною зброєю тощо), завдяки яким можна було би зробити висновок, що винний розумів те, що робить, а тому і замишляв все усвідомлено. Нині загальноприйнято розуміється під непрямим умислом так звана злочинна байдужість (лат. dolus eventualis), коли винний передбачає, що його дія може призвести до злочинного результату, але свідомо допускаю це. Тому непрямий умисел також називають ще евентуальним
Непрямий умисел відрізняється від прямого як за інтелектуальними, так і вольовими ознаками.